# 中御門経恭
中御門 経恭（なかのみかど つねやす、1888年（明治21年）10月6日 - 1954年（昭和29年）2月28日）は、日本の政治家、華族。貴族院侯爵議員。

## 経歴
男爵・中御門経隆の二男として生まれる。1898年12月、中御門侯爵家は当主・経明の死後、男子の相続人が無く娘の萬千子が継承したため爵位を返上。そのため、1899年10月に経恭が従姉妹・萬千子の養子となり家督を相続し、同年10月20日、特旨により侯爵を叙爵した。1913年10月5日、満25歳に達し貴族院侯爵議員に就任し、火曜会に属して1947年5月2日の貴族院廃止まで在任した。
1914年、京都帝国大学理工科大学化学科を卒業。1917年、式部官に就任。以後、小運送制度調査会委員、鉄道会議議員、貴族院仮議長などを務めた。

## 栄典
位階
- 1921年（大正10年）2月10日 - 正四位[6]
- 1927年（昭和2年）2月15日 - 従三位[7]

勲章等
- 1931年（昭和6年）5月1日 - 帝都復興記念章[8]

## 親族
- 妻 中御門慶子（のりこ、三井高棟長女）[1]
- 弟 中御門経民（貴族院男爵議員）[2]
- 三女・中御門理子 - 旧挙母藩主・内藤家の内藤政恒の妻。二男の内藤政茂は柳原承光（松平忠寿二男）の娘婿となり柳原従光と改名。